# Al Shabiba Sporting Club Mazraa
Al-Shabiba Mazraa es un equipo de fútbol de Líbano que juega en la Tercera División de Líbano, la tercera categoría de fútbol en el país.

## Historia
Fue fundado en el año 1938 en la capital Beirut y es el club que representa a la Iglesia ortodoxa, estableciendo un largo programa de fútbol en todas las categorías en Líbano.
El club tuvo su época de gloria en la década de los años 1960s, en donde formó parte de la Primera División de Líbano, la cual ganó en la temporada 1966/67 bajo la presidencia de Nicolas Majdalani, pero su buen momento terminó cuando se dio la guerra civil en Líbano.
El club fue refundado en el año 1991 por el inversionista griego Robert Debbas, pero el club perdió la categoría en la temporada 1996/97, pero al negarse a jugar en segunda división, fueron relegados a la tercera categoría, donde se encuentran actualmente.

## Palmarés
- Primera División de Líbano: 1

1966/67
- Copa del Líbano: 2

1951, 1952

## Jugadores

### Jugadores destacados
- Hafez Ammar
- Hasib Abou Hanad
- Rabih Shatila
- Ahmad Fostok